# Nyctalus montanus
Nyctalus montanus је врста слепог миша из породице вечерњака (лат. Vespertilionidae). 

## Распрострањење
Врста има станиште у Авганистану, Индији и Непалу.

## Станиште
Врста Nyctalus montanus има станиште на копну.

## Угроженост
Ова врста није угрожена, и наведена је као последња брига јер има широко распрострањење.

### Популациони тренд
Популација ове врсте се смањује, судећи по расположивим подацима.